# Тургошь
Тургошь — посёлок в Лидском сельском поселении Бокситогорского района Ленинградской области.

## Название
Происходит от старинного новгородского личного имени Тургость.

## История
С 1917 по 1927 год посёлок Тургошь входил в состав Советской волости Устюженского уезда Череповецкой губернии.
С 1927 года, в составе Потокского сельсовета Ефимовского района.
С 1965 года, в составе Бокситогорского района.
По данным 1966 и 1973 годов посёлок Тургошь также входил в состав Потокского сельсовета.
По данным 1990 года посёлок Тургошь входил в состав Подборовского сельсовета.
В 1997 году в посёлке Тургошь Подборовской волости проживали 48 человек, в 2002 году — 44 человек (русские — 91 %).
В 2007 году в посёлке Тургошь Подборовского сельского поселения проживали 19 человек, в 2010 году — 24 человека.
Со 2 июня 2014 года — в составе вновь созданного Лидского сельского поселения Бокситогорского района.
В 2015 году в посёлке Тургошь Лидского СП проживали 14 человек.

## География
Посёлок расположен в юго-восточной части района к югу от автодороги 41К-033 (Сомино — Ольеши) на железнодорожной линии Кабожского направления.
Расстояние до посёлка Подборовье — 25 км.
В посёлке находится железнодорожная платформа Тургошь.
Посёлок находится на правом берегу реки Лидь.

## Демография
| 1997 | 2002 | 2007 | 2010 | 2017 |
| ---- | ---- | ---- | ---- | ---- |
| 48   | ↘44  | ↘19  | ↗24  | ↘10  |

## Инфраструктура
На 1 января 2016 года в деревне было зарегистрировано 6 домохозяйств.

## Улицы
Железнодорожная, Лесная, Набережная, Слесаренко, Спортивная.